# Richard de Montfort
Richard, tué en 1092, fut le cinquième seigneur de Montfort l'Amaury.
Il était fils de Simon Ier, seigneur de Montfort, et d'Agnès d'Évreux.
Il succéda à son demi-frère aîné Amaury II en 1089. Peu après, une guerre opposa différents membres de sa famille. Son oncle Guillaume comte d'Évreux avait épousé Helvide de Nevers. Cet oncle avait un demi-frère, Raoul II, seigneur de Tosny et de Conches, qui avait épousé Isabelle de Montfort, demi-sœur de Richard. La rivalité entre Helvide et Isabelle dégénéra bientôt et les deux frères se firent la guerre, chacun ravageant les terres de l'autre. Pris entre ses différents liens de parenté, Richard choisit le camp du comte d'Évreux. En 1092, il participa au siège de Conches, mais fut tué d'une flèche. Sa mort endeuilla les deux camps et une trêve fut négociée, mais les hostilités ne tardèrent pas à reprendre.
Il ne s'était pas marié et ce fut son frère Simon II qui lui succéda.